# Kerniel
Kerniel est une section de la ville belge de Tongres-Looz située en Région flamande dans la province de Limbourg. C'était une commune à part entière avant la fusion des communes de 1977.

## Démographie

### Évolution démographique
- Sources : INS, Rem. : 1831 jusqu'en 1970 = recensements, 1976 = nombre d'habitants au 31 décembre[2].

## Patrimoine architectural
- Abbaye de Kolen : fondée vers 1439 et relevée en 1882 par les Cisterciens. Ses constructions s'échelonnent du début du XVIe siècle à la fin du XVIIIe siècle. On y distingue l'église, avec ses stalles, ses bois sculptés, ses statues, ses tableaux et ses orfèvreries, la sacristie, meublée d'armoires d'origine liégeoise), et la façade principale des bâtiments claustraux entourant un cloître commencé en 1566 et achevé en 1721.